# Josef Němec
Josef Němec (ur. 25 września 1933 w Czeskich Budziejowicach, zm. 10 września 2013) – czechosłowacki bokser wagi ciężkiej, medalista letnich igrzysk olimpijskich w Rzymie, mistrz Europy.
Na letnich igrzyskach olimpijskich w 1956 w Melbourne przegrał pierwszą walkę w ćwierćfinale wagi ciężkiej z późniejszym mistrzem olimpijskim Peterem Rademacherem z USA. Podczas mistrzostw Europy w 1957 w Pradze zdobył brązowy medal. Powtórzył ten sukces na mistrzostwach Europy w 1959 w Lucernie.
Na letnich igrzyskach olimpijskich w 1960 w Rzymie wywalczył brązowy medal, przegrywając w półfinale z późniejszym złotym medalistą Franco De Piccolim z Włoch. Odpadł w ćwierćfinale na mistrzostwach Europy w 1961 w Belgradzie.
Na mistrzostwach Europy w 1963 w Moskwie zdobył złoty medal wygrywając w finale z trzykrotnym mistrzem Europy Andriejem Abramowem z ZSRR. Startował również na igrzyskach olimpijskich w Tokio w 1964, ale przegrał pierwszą walkę.
Jedenaście razy zdobywał mistrzostwo Czechosłowacji w boksie.
Po zakończeniu kariery pracował jako trener pięściarski w Czeskich Budziejowicach. Prowadził tam klub bokserski BC Klub Táty Němce.